# キャロリン・デービッドソン
キャロリン・ジェーン・デービッドソン（英語: Carolyn Jayne Davidson、1964年4月18日 - ）は、イギリス・マンチェスター出身の外交官。2021年8月から在大阪総領事、2023年6月からは関西領事団長を兼任。大阪への赴任前は駐グアテマラ英国大使兼駐ホンジュラス大使であった。

## 人物
デービッドソンは世界で初めて大使や高等弁務官、公使といった外交の要職を配偶者と交互に分担するという「キャリアと育児を両立させる新しい働き方」を、同じく外交官である夫のトーマス・ヘンリー・カーター（トム・カーター）と二人で編み出した。これが模倣事例となり、イギリスの外務連邦省に加えてドイツやフランスの外務省でもジョブシェアしながら要職を務めるケースが出てきている。
大学時代にドイツ語とフランス語を専攻していたこともあり入省時の外国語学習適性試験で優秀な成績を収めたため、習得難易度が高いとされていたアラビア語、中国語、日本語のいずれかの学習を省側から提案され日本語を選択したことが日本との縁の始まりであった。
英国総領事として大阪に赴任する約6ヶ月前に開催された英キール大学での講演では「外交官になって一番最初の海外赴任地が日本だった。あれから28年もの年月を経て日本に在大阪英国総領事として戻れることに心から喜びを感じている」と語っている。また、1987年の日本語研修時に自作した常用漢字のフラッシュカードを未だに大切に保管しており、2019年にグアテマラから帰英して大阪に赴任するまでの期間にそのカードを使用して全ての常用漢字を勉強し直した。
母国語の英語に加えてドイツ語・フランス語・スペイン語・日本語に堪能で、ツイッターを活用して積極的に日本語で情報発信をしている。

## 経歴
- 1986年：ブリストル大学現代語学部卒業（ドイツ語・フランス語専攻）
- 1986年：外務連邦省（現・外務英連邦開発省）入省
- 1987年 - 1988年：ロンドン大学東洋アフリカ研究学院（SOAS）および鎌倉にて日本語研修
- 1988年 - 1992年：駐日英国大使館　経済外交官補および政務秘書官
- 1993年　欧州委員会　科学研究開発総局DGXIIへ出向
- 1993年 - 1995年：駐ドイツ英国大使館　科学技術担当三等書記官
- 1995年 - 1997年：外務連邦省（現・外務英連邦開発省）南欧課
- 1997年 - 1998年：外務連邦省（現・外務英連邦開発省）欧州担当大臣付副政務秘書官
- 1998年 - 1999年：産休
- 1999年：外務連邦省（現・外務英連邦開発省）文化関係課副課長
- 2003年 - 2008年：駐スロバキア英国大使館公使（配偶者のトマス・カーターとジョブシェア）
- 2008年 - 2012年：駐ザンビア英国高等弁務官（配偶者のトマス・カーターとジョブシェア）
- 2012年 - 2014年：外務連邦省（現・外務英連邦開発省）気候変動・エネルギー局副局長
- 2015年 - 2019年：駐グアテマラ英国大使兼ホンジュラス英国大使（配偶者のトマス・カーターとジョブシェア）
- 2020年：駐日英国大使館　経済・科学・貿易・エネルギー政策担当公使参事官（産休代替）
- 2021年 -（現職）：在大阪英国総領事（うち2023年6月23日より関西領事団長を兼任[2]）

## 参考資料
- 石合力、箱谷真司「大使のポスト、夫婦で4カ月ごと交代　「ジョブシェア大使」の挑戦」『朝日新聞』2022年7月24日（https://www.asahi.com/articles/ASQ7Q4JTRQ7MPLFA004.html）2022年9月17日閲覧
- 内田博文「脱石炭火力、自治体の〝公約〟に期待　在大阪英国総領事」『産経新聞』2021年10月9日（https://www.sankei.com/article/20211009-F5GGUNRCXFMRTL3NBEXRSHLR64/）2022年9月17日閲覧
- 「大阪万博、日英で「地域の連携強化を推進」　デービッドソン・在大阪英国総領事インタビュー詳報」『産経新聞』2021年10月9日（https://www.sankei.com/article/20211009-F5GGUNRCXFMRTL3NBEXRSHLR64/）2022年9月17日閲覧
- Davidson, C.「A Career in the Foreign Office: What it's Really Like to be a Diplomat」『Spotlight on International Relations』英キール大学，2021年3月18日（https://www.youtube.com/watch?v=1lGKNi7DBVo）2022年9月17日閲覧
- FCDO（n.d.）「Carolyn Davidson」『gov.uk』 （https://www.gov.uk/government/people/carolyn-davidson）2022年9月17日閲覧